# دولف لاندگرن
هانس دولف لاندگرن (زاده: نوامبر ۱۹۵۷) که بیشتر با نام دولف لاندگرن شناخته می‌شود یک رزمی کار، هنرپیشه و فیلمساز سوئدی است. موفقیت لاندگرن در سال ۱۹۸۵ اتفاق افتاد، زمانی که در راکی ۴ در نقش ایوان دراگو، بوکسور برجسته شوروی بازی کرد. از آن زمان، او در بیش از ۸۰ فیلم بازی کرده است که تقریباً همه آنها در ژانر فیلم اکشن هستند.
دولف در سال ۱۹۷۶ و در رشته شیمی از دانشگاه ایالتی واشینگتن فارغ‌التحصیل شده است. وی کمی بعد، در اوایل دهه ۱۹۸۰ از مؤسسه سلطنتی فناوری در استکهلم نیز موفق به دریافت مهندسی شیمی شد. وی کارشناسی ارشد خود را نیز در همین رشته از دانشگاه سیدنی دریافت کرده است. در کنار موفقیت‌های تحصیلی، دولف دارنده دان ۴ کمربند مشکی در کیوکوشین است و قهرمانی این رشته را در بین کشورهای اروپایی در سال‌های ۱۹۸۰ و ۱۹۸۱ دارد.
در زمانی که او در شهر سیدنی به سر می‌برد، به عنوان بادی‌گارد برای گرس جونز، خواننده جامائیکایی مشغول به کار شد و این کار سبب آشنایی این دو و برقراری رابطه میان آن‌ها شد. دولف به همراه گرس جونز به نیویورک سیتی می‌روند.
از دیگر آثار مهم دولف می‌توان به فیلم‌های مجازاتگر، سرباز جهانی، پل اژدها، مبارزه نهایی در توکیوی کوچک، کشیش، بلک‌جک (جان وو)، جریمه، بی‌مصرف‌ها و بی‌مصرف‌ها ۲ و آکوامن اشاره کرد.
دولف را به خاطر ساختار بدنی قوی‌اش می‌شناسند. قد وی حدود ۱۹۶ سانتی‌متر و وزنش ۱۱۰ کیلوگرم است. او در دیگر رشته‌های ورزشی مانند کیک بوکسینگ و ورزشی‌های ترکیبی MMA هم فعالیت حرفه‌ای دارد به نظر بعضی کارشناسان وی یکی از اسطوره‌ها دنیای زیبایی اندام است.

## فیلم‌شناسی

### فیلم
نشان‌دهنده نقش اصلی است
| عنوان                       | سال    | وظیفه    | وظیفه     | وظیفه   | وظیفه  | وظیفه                        | Notes                  |
| عنوان                       | سال    | کارگردان | تهیه‌کننده | نویسنده | بازیگر | نقش                          | Notes                  |
| --------------------------- | ------ | -------- | --------- | ------- | ------ | ---------------------------- | ---------------------- |
| نمایی به یک قتل             | ۱۹۸۵   | N        | N         | N       | Yes    | ونز                          | کمئو                   |
| راکی ۴                      | ۱۹۸۵   | N        | N         | N       | Yes    | ایوان دراگو                  |                        |
| اربابان جهان                | ۱۹۸۷   | N        | N         | N       | Yes    | هی من                        |                        |
| عقرب قرمز                   | ۱۹۸۸   | N        | N         | N       | Yes    | ستوان نیکولای پتروویچ راچنکو |                        |
| مجازاتگر                    | ۱۹۸۹   | N        | N         | N       | Yes    | فرانک کستل / مجازاتگر        | فیلم ویدئویی           |
| صلح‌آمیز آمده‌ام              | ۱۹۹۰   | N        | N         | N       | Yes    | جک کین                       |                        |
| سرپوش                       | ۱۹۹۱   | N        | N         | N       | Yes    | مایک اندرسون                 | فیلم ویدئویی           |
| مبارزه نهایی در توکیوی کوچک | ۱۹۹۱   | N        | N         | N       | Yes    | گروهبان کریس کنر             |                        |
| سرباز جهانی                 | ۱۹۹۲   | N        | N         | N       | Yes    | سرگرد اندرو اسکات / جی‌آر ۱۳  |                        |
| درخت جاشوا                  | ۱۹۹۳   | N        | N         | N       | Yes    | ولمن آنتونی سنتی             | فیلم ویدئویی           |
| تخم‌مرغ نیمرو                | ۱۹۹۴   | N        | N         | N       | Yes    | خودش                         | کمئو                   |
| مسابقات پنجگانه             | ۱۹۹۴   | N        | Yes       | N       | Yes    | اریک بروگر                   | فیلم ویدئویی           |
| مردان جنگ                   | ۱۹۹۴   | N        | N         | N       | Yes    | نیک گانر                     | فیلم ویدئویی           |
| جانی منومیک                 | ۱۹۹۵   | N        | N         | N       | Yes    | کارل هانیگ                   | کارا هونیگ             |
| تیرانداز                    | ۱۹۹۵   | N        | N         | N       | Yes    | مارشال مایکل دین             | فیلم ویدئویی           |
| ماشه خاموش                  | ۱۹۹۶   | N        | N         | N       | Yes    | واکس‌من "تیرانداز"            | فیلم ویدئویی           |
| صلح‌بان                      | ۱۹۹۷   | N        | N         | N       | Yes    | سرگرد. فرانک کراس            | فیلم ویدئویی           |
| شوالیه آخرالزمان            | ۱۹۹۸   | N        | N         | N       | Yes    | لوکاس Sadorov                | فیلم ویدئویی           |
| مین زدا                     | ۱۹۹۸   | N        | N         | N       | Yes    | کریستن اریکسون               | فیلم ویدئویی           |
| پل اژدها                    | ۱۹۹۹   | N        | N         | N       | Yes    | وارچیلد                      | فیلم ویدئویی           |
| طوفان‌گیر                    | ۱۹۹۹   | N        | N         | N       | Yes    | سرگرد جک هالووی              | فیلم ویدئویی           |
| جیل درنده                   | ۲۰۰۰   | N        | N         | N       | Yes    | مت سورنسون                   | فیلم ویدئویی           |
| آخرین جنگجو                 | ۲۰۰۰   | N        | N         | N       | Yes    | کاپیتان نیک پرستون           | فیلم ویدئویی           |
| مأمور قرمز                  | ۲۰۰۰   | N        | N         | N       | Yes    | کاپیتان هندریکس              | فیلم ویدئویی           |
| دستور مخفی                  | ۲۰۰۱   | N        | N         | N       | Yes    | مأمور جانسون                 | فیلم ویدئویی           |
| جریمه                       | ۲۰۰۳   | N        | N         | N       | Yes    | سام دکر                      | فیلم ویدئویی           |
| ضربه مستقیم                 | ۲۰۰۴   | N        | N         | N       | Yes    | گروهبان فرانک گانون          | فیلم ویدئویی           |
| زنیکه‌های چاق                | ۲۰۰۴   | N        | N         | N       | Yes    | رندی                         | کمئو                   |
| عقب‌گرد                      | ۲۰۰۴   | N        | N         | N       | Yes    | کاپیتان جان فاستر            | فیلم ویدئویی           |
| مدافع                       | ۲۰۰۴   | Yes      | N         | N       | Yes    | لنس راکفورد                  | فیلم ویدئویی           |
| مکانیک                      | ۲۰۰۵   | Yes      | N         | Yes     | Yes    | نیکولای "نیک" چرنکو          | فیلم ویدئویی           |
| پرس و جو                    | ۲۰۰۶   | N        | N         | N       | Yes    | بریکسوس                      |                        |
| سگ‌های الماسی                | ۲۰۰۷   | Yes      | Yes       | N       | Yes    | زاندر رونسون                 | فیلم ویدئویی           |
| مبلغ                        | ۲۰۰۷   | Yes      | N         | Yes     | Yes    | رایدر                        | فیلم ویدئویی           |
| تماس مستقیم                 | ۲۰۰۹   | N        | N         | N       | Yes    | مایک ریگینز                  | فیلم ویدئویی           |
| اجرای فرماندهی              | ۲۰۰۹   | Yes      | N         | Yes     | Yes    | جوی                          | فیلم ویدئویی           |
| سرباز جهانی: احیا           | ۲۰۰۹   | N        | N         | N       | Yes    | گروهبان اندرو اسکات          | فیلم ویدئویی           |
| ایکاروس                     | ۲۰۱۰   | Yes      | N         | N       | Yes    | ادوارد "ادی" جن / ایکاروس    | فیلم ویدئویی           |
| بی‌مصرف‌ها                    | ۲۰۱۰   | N        | N         | N       | Yes    | گانر جنسس                    |                        |
| به نام پادشاه ۲: دو جهان    | ۲۰۱۱   | N        | N         | N       | Yes    | گرنجر                        | فیلم ویدئویی           |
| آپارتمان‌های کوچک            | ۲۰۱۲   | N        | N         | N       | Yes    | دکتر سیج منوکس               |                        |
| انباری                      | ۲۰۱۲   | N        | Yes       | N       | Yes    | اندی اسپکتور                 | فیلم ویدئویی           |
| یکی در اتاق                 | ۲۰۱۱۲  | N        | N         | N       | Yes    | الکسی آندریف                 | فیلم ویدئویی           |
| بی‌مصرف‌ها ۲                  | ۲۰۱۲   | N        | N         | N       | Yes    | گانر جنسس                    |                        |
| سرباز جهانی: روز حساب       | ۲۰۱۱۲  | N        | N         | N       | Yes    | گروهبان اندرو اسکات          | فیلم ویدئویی           |
| بسته                        | ۲۰۱۳   | N        | N         | N       | Yes    | جرمن                         | فیلم ویدئویی           |
| افسانه: مقبره اژدها         | ۲۰۱۳   | N        | N         | N       | Yes    | هارکر                        | فیلم ویدئویی           |
| نبرد نفرین‌شدگان             | ۲۰۱۳   | N        | Yes       | N       | Yes    | سرگرد مکس گاتلینگ            | فیلم ویدئویی           |
| کمین                        | ۲۰۱۳   | N        | Yes       | N       | Yes    | مأمور ایوان ماکسول           | فیلم ویدئویی           |
| رستگاری خونین               | ۲۰۱۳   | N        | N         | N       | Yes    | اکسل                         | فیلم ویدئویی           |
| زخم‌های آشکار                | ۲۰۱۴   | N        | Yes       | N       | Yes    | هالیس                        | فیلم ویدئویی           |
| بی‌مصرف‌ها ۳                  | ۲۰۱۴   | N        | N         | N       | Yes    | گانر جنسس                    |                        |
| تجارت پوست                  | ۲۰۱۴   | N        | Yes       | Yes     | Yes    | کارآگاه نیک کسیدی            | فیلم ویدئویی           |
| خوک‌های جنگی                 | ۲۰۱۵   | N        | N         | N       | Yes    | کاپیتان هانس پیکو            | فیلم ویدئویی           |
| خوب، بد و مرده              | ۲۰۱۵   | N        | N         | N       | Yes    | مأمور باب روکر               | فیلم ویدئویی           |
| دریاچه کوسه                 | ۲۰۱۵   | N        | Yes       | N       | Yes    | کلینت گری                    | فیلم ویدئویی           |
| آشوب                        | ۲۰۱۵   | N        | N         | N       | Yes    | مأمور ویلیام                 | فیلم ویدئویی           |
| مالچیشنیک                   | ۲۰۱۵   | N        | N         | N       | Yes    | شوهر ناتاشا                  | کمئو                   |
| درود بر سزار!               | ۲۰۱۶   | N        | N         | N       | Yes    | فرمانده زیردریایی            | بدون درج نام در تیتراژ |
| پلیس کودکستان ۲             | ۲۰۱۶   | N        | Yes       | N       | Yes    | مأمور زاک رد                 | فیلم ویدئویی           |
| او را نکش                   | ۲۰۱۶   | N        | Yes       | N       | Yes    | جبدیا وودلی                  | فیلم ویدئویی           |
| باشگاه مبارزه زنان          | ۲۰۱۶   | N        | N         | N       | Yes    | سام هولت                     | فیلم ویدئویی           |
| به ویلیتس خوش آمدید         | ۲۰۱۶   | N        | N         | N       | Yes    | افسر درک هاچینسون            | فیلم ویدئویی           |
| پنهانی                      | ۲۰۱۷   | N        | N         | N       | Yes    | جک                           | فیلم ویدئویی           |
| ارتفاع                      | ۲۰۱۷   | N        | N         | N       | Yes    | متیو شارپ                    | فیلم ویدئویی           |
| ماشه مرده                   | ۲۰۱۷   | N        | N         | N       | Yes    | کاپیتان کایل واکر            | فیلم ویدئویی           |
| آب سیاه                     | ۲۰۱۸   | N        | N         | N       | Yes    | مارکو                        | فیلم ویدئویی           |
| کرید ۲                      | ۲۰۱۸   | N        | N         | N       | Yes    | ایوان دراگو                  |                        |
| آکوامن                      | ۲۰۱۸   | N        | N         | N       | Yes    | پادشاه نِروس                  |                        |
| ردیاب                       | ۲۰۱۹   | N        | N         | N       | Yes    | آیدن هاکانسون                | فیلم ویدئویی           |
| شتاب                        | ۲۰۱۹   | N        | N         | N       | Yes    | ولادیک زوریچ                 | فیلم ویدئویی           |
| سقوط شب سیاه                | ۲۰۱۹   | N        | Yes       | N       | Yes    | مایکل اندرسون                | فیلم ویدئویی           |
| مینیون‌ها: ظهور گرو          | ۲۰۲۱   | N        | N         | N       | Yes    | اسونجنس                      | صداپیشه                |
| تیم فک‌ها                    | ۲۰۲۱   | N        | N         | N       | Yes    | دلف                          | صداپیشه                |
| کسل سقوط می‌کند              | ۲۰۲۱   | Yes      | Yes       | N       | Yes    | ریچارد اریکسون               | فیلم ویدئویی           |
| بخش هشتم                    | ۲۰۲۲   | N        | N         | N       | Yes    | تام                          |                        |
| عملیات سی ولف               | ۲۰۲۲   | N        | N         | N       | Yes    | کاپیتان هانس                 | فیلم ویدئویی           |
| بی‌مصرف‌ها ۴                  | ۲۰۲۳   | N        | N         | N       | Yes    | گانر جنسس                    | فیلم سینمایی           |
| به مبارزه بیا               | ۲۰۲۳   | N        | N         | N       | Yes    |                              | فیلم ویدئویی           |
| مرد تحت تعقیب               | ۲۰۲۴   | Yes      | N         | Yes     | Yes    | تراویس یوهانس                | پس تولید               |
| آکوامن و پادشاهی گم‌شده      | ۲۰۲۳   | N        | N         | N       | Yes    | پادشاه نِروس                  | پس تولید               |
| ساقدوش                      | ۲۰۲۳   | N        | N         | N       | Yes    | آندرس                        | پس‌تولید                |
| من باید تو را شکست بدم      | ۲۰۲۳   | N        | Yes       | N       | Yes    | خودش                         | پس‌تولید                |
| آتش جهنمی                   | ۲۰۲۵   | N        | N         | N       | Yes    | ویلی                         |                        |
| رویارویی در گراند           | ۲۰۲۳   | N        | N         | N       | Yes    |                              |                        |
| خروج از پروتکل              | ۲۰۲۵   | N        | N         | N       | Yes    | چارلز مناگلد                 |                        |
| هولیگاردها                  | ۲۰۲۶   | N        | N         | N       | Yes    |                              | آماده اکران            |
| مردی برمی‌خیزد               | نامشخص | N        | N         | N       | Yes    | —                            | نیمه‌کاره               |

## ابتدای زندگی

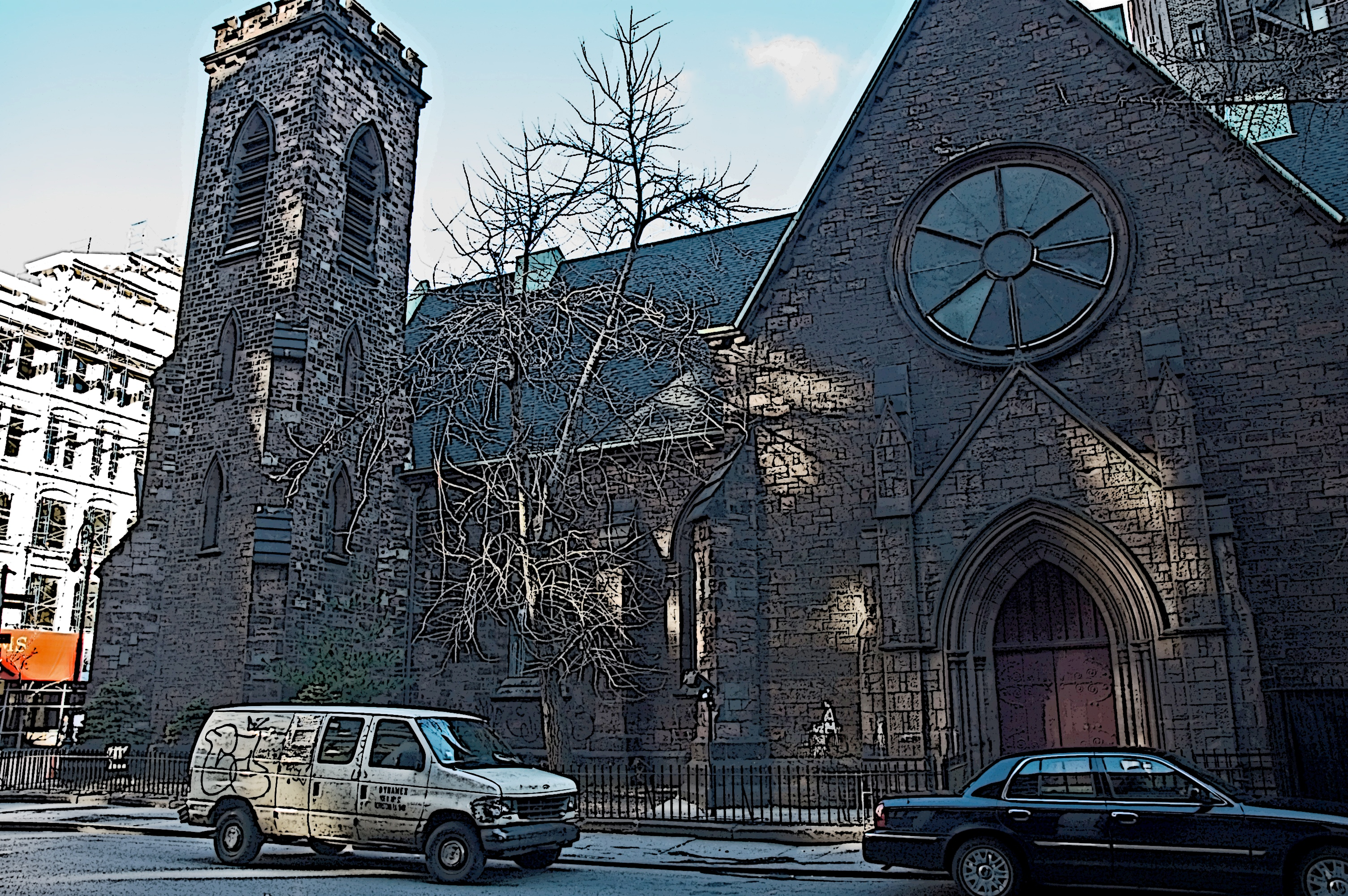
منزل هانس دولف لاندگرن

### کودکی
دولف متولد شهر استکهلم در کشور سوئد است. خانواده وی از سطح متوسط و از قشر آکادمیک شهر بودند. مادرش مدرس زبان و پدرش مهندس و اقتصاددان دولت سوئد بود. وی دو خواهر و یک برادر بزرگ‌تر از خودش نیز دارد. وی مسیحی لوتریانیسمی است.
وی دوران کودکیش را اینطور توصیف می‌کند که پدرش او را یک بی‌عرضه خطاب می‌کرد. وی اعتقاد دارد این حرف‌های تحقیرآمیز پدرش بود که باعث رشدش شد تا بتواند خودش را اثبات کند. دولف بی‌توجه به اینکه در آینده چه پیش خواهد آمد، به تلاش خود ادامه داد. او عاشق پدرش است؛ هرچند که رابطه خوبی با او نداشته است.
دولف در دوران کودکی بیشتر نزد مادربزرگ خود بوده و در ابتدا روی به ورزش جودو آورد. ولی سپس شروع به تمرین کیوکوشین کاراته کرد. وی همچنین از طرفداران فوتبال است. تیم مورد علاقه او، اورتون است.
قابل ذکر است که بعضی منابع به اشتباه تاریخ تولد دولف را ۱۹۵۹ ذکر کرده‌اند که خود دولف تاریخ ۱۹۵۷ را تأیید می‌کند.

### تحصیلات
دولف می‌گوید: «پدرم همیشه به من می‌گفت که اگر می‌خواهی زندگی خاصی داشته باشی، باید به آمریکا بروی» به همین علت است که وی بعد از پایان دوران دبیرستانش، در مراکز مختلف آکادمیک آمریکا شروع به تحصیل کرد. او در رشته شیمی در دانشگاه ایالتی واشینگتن شروع به تحصیل کرد و در سال ۱۹۷۶ موفق به دریافت مدرک از این دانشگاه شد. سپس دو سال خدمت اجباری سربازی‌اش را در سوئد انجام داد و بعد از پایان دوران خدمتش در مؤسسه سلطنتی فناوری ثبت‌نام کرد و موفق به دریافت مهندسی شیمی از این مرکز شد.
هم‌زمان با تحصیل در دانشگاه، دولف رشته ورزشی‌اش، کاراته را نیز ادامه می‌داد و در مسابقات مختلف شرکت می‌کرد. وی دارندهٔ قهرمانی مسابقات اروپا در سال ۱۹۸۰ و ۱۹۸۱ است.
وی سپس مجدداً به تحصیل مشغول شد و در سال ۱۹۸۲ توانست مدرک کارشناسی ارشد خود را در رشته مهندسی شیمی از دانشگاه سیدنی کسب کند. وی موفق‌ترین دانشجوی کلاسش بود. در زمانی که در سیدنی مشغول تحصیل بود، وی به عنوان بانسر در یک کلوب شبانه مشغول به کار شد. در سال ۱۹۸۳ دولف موفق به کسب برنامه فولبرایت از سوی دانشگاه ام‌آی‌تی شد و همزمان که در حال آماده شدن برای سفر به آمریکا بود، با به استخدام گرس جونز به عنوان بادی‌گارد درآمد. بعد از مدتی بین این دو رابطه‌ای عاشقانه شکل گرفته و هردو به نیویورک در آمریکا می‌روند.

### حضور در نیویورک
در زمانی که وی و گرس جونز به نیویورک رفتند، دولف در آپارتمان گرس زندگی می‌کرد. در این زمان بود که دولف شروع به کار به عنوان یک مدل لباس کرد. در این زمینه همیشه به او می‌گفتند که برای مدل بودن کمی زیادی قدبلند و عضلانی است. سپس مجدداً به شغل بانسری برای یکی از کلوپ‌های شبانه نیویورک مشغول شد تا محل کسب درآمدی برایش باشد.
در روزها که بیکار بود مشغول مطالعه در رشته نمایش در یکی از کلاس‌های آموزشی شد

## بازیگری

### اولین حضور
لاندگرن در اولین حضور سینمایی اش تنها در یک پلان از فیلم جیمزباندی نمایی به یک قتل (فیلم۱۹۸۵) ظاهر شد. نکته جالب اینجاست که او در این پلان حتی چهره اش واضح نیست! ولی در تیتراژ پایانی فیلم، به عنوان آخرین اسم در لیست بازیگران، از وی نامبرده می‌شود.

### راکی ۴
اما شانس با لاندگرن همراه بود. سیلوستر استالونه از او در فیلم راکی ۴ در نقش ایوان دراگو (بوکسور روسی) استفاده کرد و او یک شبه به شهرت رسد. به خصوص که راکی ۴ پرفروشترین نسخه در میان سری فیلم‌های راکی از آب درآمد.

### مجازاتگر
لاندگرن پس از این موفقیت، در سال ۱۹۸۹ به فیلم مجازاتگر یا پانیشر پیوست. فیلمی به کارگردانی مارک گلدبلت که براساس یکی از شخصیتهای محبوب کتابهای مصور مارول بود. لاندگرن در نقش فرانک کاستل/مجازاتگر ظاهر شد.

### مبارزه در توکیو کوچک
لاندگرن در اویل دهه نود با بازی در فیلم رزمی/اکشن مبارزه در توکیو کوچک با براندون لی (پسر بروس لی) همبازی شد. این فیلم موفقیت چندانی برای هر دوی آن‌ها به همراه نداشت. لاندگرن پس از مرگ براندون (در سال ۱۹۹۳) دربارهٔ او گفت:
براندون تشنه زندگی، مبارزه و بازیگری بود.

### سرباز جهانی
دولف لاندگرن پس از حضور در چند فیلم تجاری اکشن، به سرباز جهانی پیوست که موفقیت بی نظیری به همراه داشت. او در نقشه سرجوخه اسکات (دوست و همسنگر لوک - با بازی ژان کلود ون دم - که در جنگ ویتنام دیوانه می‌شود و با عث مرگ لوک و خود می‌گردد و سال‌ها بعد به همراه لوک به زندگی بازگردانده می‌شود) فوق‌العاده ظاهر شد و نشان داد که حرفهای زیادی در بازیگری برای گفتن دارد اما با عدم انتخابش توسط کارگردانان شاخص و حضور در آثار تجاری کم هزینه، نتوانست به جایگاهی که لیاقتش را داشت دست یابد.

### بلک‌جک و همکاری با جان وو
جان وو در اواخر دهه نود از لاندگرن به عنوان نقش اصلی یکی از آثار تلویزیونی اش تحت عنوان بلک‌جک استفاده کرد.

### بی‌مصرف‌ها
در فیلم اول بی‌مصرف‌ها در سال ۲۰۱۰، سیلوستر استالونه جمعی از اکشن‌کاران محبوب سینما را گردهم آورده است. دولف نیز در این فیلم به عنوان یکی از نقش‌های اصلی حضور دارد. در قسمت دوم این فیلم در سال ۲۰۱۲ و در قسمت سوم آن نیز که در سال ۲۰۱۴ عرضه شد نقش‌آفرینی کرد.

## زندگی شخصی
علاوه بر هیکل بسیار قوی و منحصر به فرد، هوش دولف نیز بسیار بالاست. گفته می‌شود بهره هوشی او حدود ۱۵۰ باشد که البته خود دولف گفته است این اعداد نوعی بزرگنمایی است. وی همچنین قادر به صحبت به زبان‌های انگلیسی، سوئدی و مقداری اسپانیایی، آلمانی، فرانسوی، ایتالیایی و ژاپنی است. ولی نحوه گفتارش در این ۵ زبان به شکل حرفه‌ای و روان نیست.
در دهه ۱۹۸۰ وی وارد رابطه‌ای عاشقانه با گرس جون، خواننده جامائیکایی می‌شود. ولی در سال ۱۹۹۴ با آنت کیویبرگ ازدواج می‌کند. همسرش طراح جواهرآلات است. حاصل این ازدواج دو دختر به نام‌های ایدا (زاده ۱۹۹۶) و گرتا (زاده ۲۰۰۱) است. هردوی فرزندان آن‌ها زاده شهر استکهلم هستند. گفته می‌شود دولف بخاطر دو دخترش است که زیاد در هالیوود ظاهر نمی‌شود تا دخترانش دوران کودکی طبیعی و عادی خود را داشته باشند.
در سال ۲۰۱۱ دولف از همسرش جدا شده و به همراه نامزد جدیدش به لس‌آنجلس نقل مکان کرده است.